# Lonc-csüngőlepke
A lonc-csüngőlepke (Zygaena lonicerae)  a rovarok (Insecta) osztályába, a lepkék (Lepidoptera) rendjébe és a csüngőlepkefélék (Zygaenidae) családjába tartozó faj.

## Jellemzői

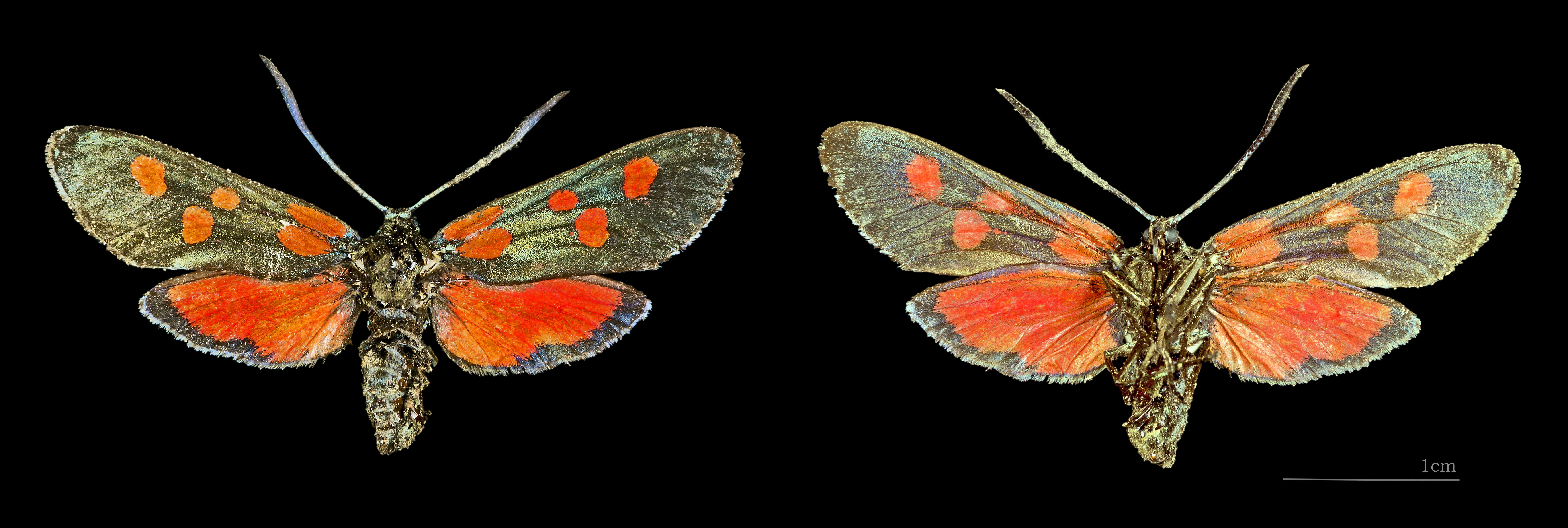
Felül- és alulnézetből

Az elülső szárny hossza kb. 1,6 cm, valamivel nagyobb, mint legtöbb hasonló rokona. Öt vérpiros foltja van, a középsők sohasem olvadnak össze, de a szárnytőnél levő pettyek egybefolyhatnak.

## Életmódja
Száraz bozótosokon, napos hegyoldalak, irtásokon és erdei tisztásokon, réteken fordul elő szinte egész Európában. Nálunk még gyakori, de nyugaton sok helyütt megfogyatkozott. Június végétől augusztus végéig, a meleg déli órákban szívogatja a virágokat. A hernyók tápnövénye a szarvaskerep és más rokon fajok.